# USS Sealion (SS-315)
Za druga plovila z istim imenom glejte USS Sealion.
USS Sealion (SS-315) je bila jurišna podmornica razreda balao v sestavi Vojne mornarice Združenih držav Amerike.